# Erysimum armeniacum
Erysimum armeniacum là một loài thực vật có hoa trong họ Cải. Loài này được (Sims) J.Gay mô tả khoa học đầu tiên năm 1842.